# День батька (Доктор Хто)
День батька — восьмий епізод першого сезону поновленого телесеріалу «Доктор Хто», що вперше транслювався на телеканалі BBC One 14 травня 2005 року. Цього дня Доктор дозволяє Роуз Тайлер перенестися в минуле та побачити смерть свого батька Піта Тайлера у 1987 році. Коли Роуз втручається в перебіг подій та рятує батька від переїзду автомобілем, час отримує рану, за якою слідує атака жнеців, що загрожує стиранням історії. Піт зрештою усвідомлює, що задля зникнення жнеців він повинен потрапити під машину, яка його вбила, тим самим відновивши природний хід часу.

## Сюжет
Дев'ятий Доктор переносить Роуз до дня смерті її батька Піта Тайлера. Після прибуття до Лондона 1987 року вони стають свідками аварії, але Роуз не в змозі піти втішити Піта. Повертаючись у цей час, щоб спробувати ще раз, Роуз раптом вибігає і відштовхує Піта вбік, рятуючи йому життя. Попередні «версії» Доктора та Роуз, що спостерігали за аварією, зникають. Роуз і Доктор сваряться через її вчинок: він докоряє їй за те, що вона може завдати шкоди ходу часу. Роуз вирішує піти з Пітом на весілля його друга, тоді як Доктор повертається до TARDIS і виявляє, що корабель став порожньою оболонкою. З'являються летючі монстри під назвою жнеці та починають поглинати людей.
Роуз і Піт їдуть на весілля разом, і автомобіль, який повинен був убити Піта, з'являється і майже стикається з їхньою машиною. Жнець атакує весільних гостей, серед яких Джекі Тайлер та немовля Роуз. Доктор біжить до церкви і скеровує всіх всередину, зазначаючи, що поважний вік церкви захистить їх від жнеців. Доктор пояснює Роуз, що її дії спричинили парадокс, який жнеці виправляють, споживаючи всіх, хто перебуває в його межах. Відчуваючи, що його ключ від TARDIS все ще теплий, Доктор встановлює його посеред церкви, і TARDIS поволі починає матеріалізуватися навколо нього.
Піт розуміє, що Роуз — дочка його та Джекі, і коли Роуз не в змозі відповісти на запитання про те, наскільки хорошим був батько, Піт розуміє, що повинен був померти в аварії. Джекі вважає, що Роуз — позашлюбна донька Піта. У розпачі Піт передає немовля Роуз дорослій Роуз. Унаслідок цього парадокс стає серйознішим, і жнеці вриваються до церкви. Доктор проголошує себе найстарішою річчю в церкві та пропонує себе жнецю, який споживає його і зникає. Ключ від TARDIS охолоджується та падає на землю.
Піт розуміє, що він повинен померти для того, щоб відновити природний хід часу. Він біжить перед машиною, яка спочатку повинна була вбити його; цей автомобіль продовжував з'являтися і зникати на дорозі біля церкви. Після смерті Піта хід часу відновлюється, і жертви жнеців, включаючи Доктора, повертаються. Доктор відправляє Роуз до Піта, і вона тримає його за руку, поки він не помирає.

## Знімання епізоду

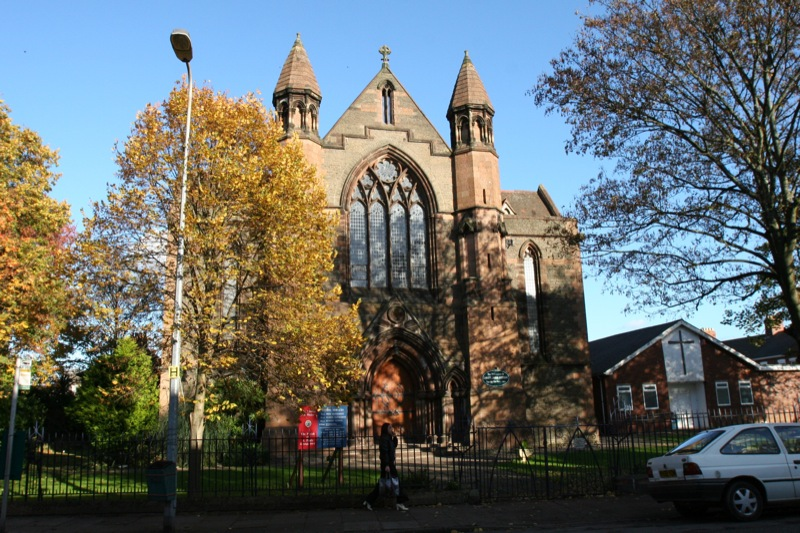
Собор Святого Павла у Кардіффу, який використовувався для зйомок

Виконавчий продюсер Расселл Ті Дейвіс задумував «День батька», як емоційно наповнену історію про подорож у часі для того, щоби краще розкрити характер Роуз. Епізод був знятий у листопаді 2004 року в соборі Святого Павла та на вулицях Кардіффа.